# Conga
La conga és el nom d'un instrument de percussió en forma de tambor d'origen cubà d'ascendència africana, alhora que rep la mateixa denominació d'un estil de ball de la música llatina
El nom de "conga" es va originar a la dècada dels anys 50 del segle XX a Nova York quan músics cubans i novaiorquesos van fusionar els estils Son i Jazz creant la salsa. El nom en Cuba és tumbadora.
La conga, també coneguda com a tumbadora, és un tambor alt, estret i d'un sol cap. Les congues es fan com a barrils i es classifiquen en tres tipus: quinto (tambor de plom, més alt), tres dos o tres golpes (mitjans) i tumba o salidor (més baix). Les congues es van utilitzar originalment en gèneres musicals afrocubans com la conga (d'aquí el seu nom) i la rumba, on cada bateria tocava un sol tambor. Després de nombroses innovacions en la bateria i la construcció de la conga durant mitjans segle xx, així com la seva internacionalització, es va fer cada cop més habitual que els bateries toquessin dos o tres tambors. Les congues s'han convertit en un instrument popular en moltes formes de música llatina com el son (quan la toquen conjunts), la descarga, el jazz afrocubà, la salsa, el songo, el merengue i el rock llatí.
Encara que es desconeixen els orígens exactes del tambor de conga, els investigadors coincideixen que va ser desenvolupat per cubans d'ascendència africana a finals del segle xix o principis del segle xx. Es creu que els seus avantpassats directes són els yuka i makuta (d'origen bantú) i els tambors bembé (d'origen ioruba). A Cuba i Amèrica Llatina, les congues es toquen principalment com a tambors de mà. A la calipso i la soca de Trinidad, les congues són colpejades de vegades amb masos, mentre que als Congos, sovint se'ls colpeja amb una mà i un mall.